# Теорема Дворецького
Теоре́ма Дворе́цького — стверджує, що кожна центрально-симетрична опукла множина досить високої розмірності має перетин, близький до еліпсоїда.
Довів на початку 1960-х років Ар'я Дворецький як відповідь на питання Александра Гротендіка. У 1970-х роках Віталій Мільман знайшов альтернативне доведення, яке стало однією з початкових точок для розвитку принципу концентрації міри та асимптотичного геометричного аналізу .

## Формулювання
Для будь-якого натурального числа {\displaystyle k} і кожного {\displaystyle \varepsilon >0} існує таке натуральне число {\displaystyle K}, що якщо {\displaystyle (X,\|{*}\|)} — нормований простір розмірності {\displaystyle K}, то існує підпростір {\displaystyle E\subset X} розмірності {\displaystyle k} та додатна квадратична форма {\displaystyle Q} на {\displaystyle E}, така, що:
{\displaystyle \|x\|\leqslant {\sqrt {Q(x)}}\leqslant (1+\varepsilon )\cdot \|x\|}
для будь-якого {\displaystyle x\in E}.